# Giacomo Benedettini
Giacomo Benedettini (Borgo Maggiore, 7 ottobre 1982) è un ex calciatore sammarinese, di ruolo difensore. Oggi è Direttore Generale della Tre Fiori Fc..

## Carriera

### Club
Durante la sua carriera ha giocato solo con il Tre Fiori, con cui ha vinto tre campionati consecutivi, una coppa titano, 2 trofei federali e ha disputato 5 partite di Uefa Champions League 
Dal 2018 è dirigente della Tre Fiori Fc con il ruolo di membro del Direttivo e Direttore Generale. Da dirigente ha vinto : 1 Campionato Sammarinese, 1 Supercoppa, 2 Coppe Titano. Nel 2018, il Tre Fiori è stata la prima squadra Sammarinese a passare un turno in Europa League.

### Nazionale
Conta oltre 20 convocazioni e 8 presenze con la Nazionale sammarinese. Ha affrontato nazionali di primo piano come : Olanda, Svezia, Ucraina,